# William Farren
William Farren (13 maggio 1786 – 24 settembre 1861) è stato un attore teatrale inglese.

## Biografia
Figlio di un attore teatrale, la sua prima interpretazione fu in Love à la mode di Charles Macklin  nel Plymouth Theatre Royal, nei teatri londinesi arrivò solo in seguito, nel 1818 in un'opera di Richard Brinsley Sheridan. Fu  attore al Royal Opera House (all'epoca chiamato Covent Garden) sino al 1828, e dal in 1824 nel periodo estivo si esibiva anche al Haymarket Theatre
Dopo il 1821, egli si separò dalla prima moglie e visse con Harriet Elizabeth Savill, che a quel tempo era sposata con John Saville Faucit, ma stava avendo difficoltà ad annullare il matrimonio. Per il loro matrimonio dunque si attese la morte di Saville avvenuta nel 1853. Farren lavorò con la figlia di Savill, Helen Faucit. Dalla donna ebbe due figli: Henry (1826-1860) e William Farren junior (1825-1908).